# Gornja Čosića mlinica na Grabu
Gornja Čosića mlinica na Grabu nalazi se na rječici Grab u selu Grabu, Grad Trilj.

## Opis
Mlinica je smještena na desnoj obali rječice Grab. U narodu je bila poznata kao Čosića mlinica. Mlinica je bila tipa kašikara i imala je četiri horizontalno postavljena mlinska kola. Još 1970-ih godina je bila napuštena, a danas je gotovo u potpunosti urušena.

## Zaštita
Pod oznakom Z-5227 zavedena je kao nepokretno kulturno dobro - pojedinačno, pravna statusa zaštićena kulturnog dobra, klasificirano kao "mlin".